# Oskar Morawetz
Oskar Morawetz (17. ledna 1917 Světlá nad Sázavou – 13. června 2007 Toronto) byl kanadský hudební skladatel českého původu.

## Život
Byl synem českého průmyslníka Richarda Morawetze, který hrál významnou roli v kulturním a průmyslovém životě předválečného Československa. Ještě před rokem 1918 spolupracoval s pozdějším prezidentem Tomášem Garriguem Masarykem a jejich rodiny se stýkaly.
Studoval na gymnáziu v Praze. Ve hře na klavír byl žákem Karla Hoffmeistra a Adolfa Mikeše a ve skladbě Jaroslava Křičky. Již v 19 letech byl natolik zralý, že jej George Szell doporučil na místo asistenta dirigenta v Novém německém divadle v Praze. Před nacisty rodina uprchla přes Paříž, Itálii a Dominikánskou republiku do Kanady. V roce 1940 se usadili v Torontu a Oskar dokončil studia hudby na zdejší univerzitě. Absolvoval Smyčcovým kvartetem f-moll, získal titul bakaláře a v roce 1944 i doktora hudby. Od roku 1946 vyučoval na torontské konzervatoři a v roce 1951 se stal profesorem na Hudební fakultě University of Toronto. Přednášel harmonii, kontrapunkt, čtení partitur, instrumentaci a skladbu.

## Ohlas
Morawetzovy skladby jsou uváděny předními symfonickými orchestry celého světa a jejich interpretace se ujaly takové dirigentské osobnosti jako Zubin Mehta, Seiji Ozawa, Kurt Masur, Gunther Herbig, Sir Andrew Davis, Sir Adrian Boult, Sir Charles Mackerras, William Steinberg včetně českých dirigentů Rafaela Kubelíka, Karla Ančerla nebo Jiřího Bělohlávka. Podobně sólové party v jeho skladbách hráli např. violoncellista Yo-Yo Ma, houslista Itzhak Perlman, klavíristé Glenn Gould, Rudolf Firkušný, Antonín Kubálek i pěvci Metropolitní opery. Muzikologové a kritici oceňují melodickou a rytmickou vitalitu jeho hudby, hloubku je výrazu, smysl pro dramatickou výstavbu a barevnost jeho instrumentace.

## Ocenění
Za svou tvorbu obdržel skladatel mnoho cen mezinárodních uznání.
- Cena Society of Composers, Authors and Music Publishers of Canada (Svaz skladatelů, autorů a hudebních vydavatelů Kanady) za 1. smyčcový kvartet a znovu za klavírní skladbu Sonata Tragica.
- 1. klavírní koncert zvítězil v soutěži vypsané Montrealským symfonickým orchestrem (1962).
- Koncert pro harfu a orchestr získal v roce 1989 cenu JUNO, nejvýznamnější výroční kanadské hudební ocenění.
- Sinfonietta for Winds and Percussion (Symfonieta pro dechové a bicí nástroje) získala Cenu kritiky v Mezinárodní soutěži současné hudby konané v Cava de' Tirreni v Itálii (1966).
- Skladba From the Diary of Anne Frank (Z deníku Anne Frankové) obdržela zvláštní cenu Nadace J. I. Segala za nejdůležitější příspěvek k židovské kultuře a hudbě v Kanadě.
- Třikrát (1960, 1967, 1974) získal ocenění Canada Council for the Arts (Kanadská umělecká rada) za rozvoj kanadské hudby.
- V roce 1987 získal, jako první hudební skladatel vůbec, Řád Ontaria, nejvyšší vyznamenání provincie Ontario.
- V roce 1989 obdržel Order of Canada, nejvyšší civilní vyznamenání Kanady.
- V roce 2002 obdržel Zlatou pamětní medaili královny Alžběty II.

## Dílo

### Orchestrální skladby
- Karnevalová předehra (1945)
- Grenadier (1950)
- 1. symfonie (1953)
- Divertimento pro smyčce (1954)
- Elegy (1954)
- I Love the Jocund Dance (1954)
- Pohádková předehra (1956)
- 2. symfonie  (1959)
- Land of Dreams (1959)
- 1. klavírní koncert (1962)
- Sinfonietta pro smyčce (1963)
- Passacaglia na Bachův chorál (1964)
- Sinfonietta pro dechy a bicí (1965)
- Concerto for Brass Quintet and Chamber Orchestra (1967)
- Memorial to Martin Luther King (1968)
- Symfonické intermezzo (1970)
- From the Diary of Anne Frank (1970)
- A Child's Garden of Verse (1972)
- Fantasy for Violin and Chamber Orchestra (1974)
- Concerto for Harp and Chamber Orchestra (1975)
- Nádraží (1979)
- Symfonická fantasie pro žestě a bicí (1981)
- Psalm 22 (1983)
- Concerto for Clarinet and Chamber Orchestra (1989)
- Slavonic Dance in E- (1993)
- Humoresque in G-flat (1993)
- Concerto for Bassoon and Chamber Orchestra' (1994)
- Fantasia for Violin and Chamber Orchestra (1994)

### Chrámová hudba
- Keep Us Free (1950)
- Two Contrasting Moods (1966)
- Crucifixion (1968)
- Who Has Allowed Us To Suffer? (1970)
- Five Biblical Songs (1981)
- When I Am Laid In Earth (1983)
- Prayer for Freedom (1993)

### Vokální skladby
- Elegy (1946)
- Piping Down the Valleys Wild (1946)
- Chimney Sweeper (1946)
- Grenadier (1946)
- Mad Song (1946)
- The Fly (1946)
- To The Ottawa River (1948)
- Land of Dreams (1948)
- I Love the Jocund Dance (1948)
- When We Two Parted (1949)
- Cradle Song (1950)
- My True Love Hath My Heart (1954)
- Mother I Cannot Mind My Wheel (1954)
- Sonnets from the Portuguese (1955)
- Four songs on poems by Bliss Carman (1966)
- Father William (1973, 1974, 1981)
- Psalm 22 (1979)
- Little Lamb Who Made Thee? (1981)
- Souvenirs from Childhood (1984)
- The Weaver (1985)

### Klavírní skladby
- Sonata tragica (1945)
- Scherzo (1947)
- Fantasy in D minor (1948)
- Scherzino (1953)
- Fantasy, Elegy and Toccata (1956)
- Ten Preludes for Piano (1961)
- Suite for Piano (1968)
- Young Whale's Lament (1982)
- Four Contrasting Moods (1986)
- Fantasy for Accordion (1988)
- Five Poetic Sketches

### Komorní hudba
- String Quartet No. 1
- Duo for Violin and Piano (1947)
- String Quartet No. 2 in As (1955)
- Sonata No. 1 for Violin and Piano (1956)
- Trio for Flute, Oboe and Harpsichord (1960)
- Fantasy No. 1 for Cello and Piano (1970)
- Fantasy No. 2 for Cello and Piano' (1970)
- Sonata for Brass Quintet (1976)
- Three fantasies for Oboe and Piano (1976)
- Five Fantasies for String Quartet (Quartet No. 4) (1978)
- Sonata for Flute and Piano (1978)
- Sonata for Horn and Piano (1979)
- Sonata for Oboe and Piano (1980)
- Sonata for Clarinet and Piano (1980)
- Sonata for Bassoon and Piano (1981)
- Sonata No. 2 for Violin and Piano (1982)
- Four Duets for Flute and Bassoon (1982)
- Sonata for Tuba and Piano (1983)
- Sonata No. 3 for Violin and Piano (1985)
- Sonata for Trumpet and Piano (1985)
- Sonata for Harp and Viola (1985)
- A Child's Cry from Izieu (violin and piano) (1987)
- Tribute to W.A.Mozart (Quartet No. 5) (1990)
- Improvisations on Four Inventions by J.S.Bach (Quartet No. 6) (1992)